# Population Action International
Population Action International (PAI) é uma organização não governamental internacional que se utiliza da pesquisa e advocacia para melhorar o acesso global ao planejamento familiar e aos cuidados da saúde sexual. Sua missão é "garantir que toda pessoa tenha o direito e acesso à saúde sexual e reprodutiva, para que possa existir um equilíbrio entre a humanidade e o meio ambiente natural e que menos pessoas que vivam na pobreza". A sede da organização fica em Washington, DC.